# Kroatien-Rundfahrt 2016
Die Kroatien-Rundfahrt 2016 war ein kroatisches Straßenradrennen. Das Etappenrennen fand vom 19. bis zum 24. April 2016 statt. Es war Teil der UCI Europe Tour 2016 und dort in der Kategorie 2.1 eingestuft.

## Teilnehmende Mannschaften
| WorldTeams (5)- Astana - Dimension Data - IAM Cycling - Tinkoff - Trek-Segafredo Professional Continental Teams (7)- Androni Giocattoli-Sidermec - Bardiani CSF - CCC Sprandi Polkowice - Gazprom-RusVelo - Team Novo Nordisk - ONE Pro Cycling - Verva ActiveJet Continental Teams (9)- Adria Mobil - Cycling Academy - Felbermayr Simplon Wels - Join-S-De Rijke - Meridiana Kamen - Radenska Ljubljana - Synergy Baku Project - Verandas Willems - Wiggins |
| |

## Etappen
| Etappe    | Datum    | Etappenorte                   | type              | Länge (km) | Etappensieger      | Gesamtführender |
| --------- | -------- | ----------------------------- | ----------------- | ---------- | ------------------ | --------------- |
| 1. Etappe | 19. Apr. | Osijek – Varaždin             | Flachetappe       | 235        | Giacomo Nizzolo    | Giacomo Nizzolo |
| 2. Etappe | 20. Apr. | Osijek – Split                | Hügelige Etappe   | 240        | Mark Cavendish     | Mark Cavendish  |
| 3. Etappe | 21. Apr. | Makarska – Šibenik            | Hügelige Etappe   | 189,8      | Giacomo Nizzolo    | Giacomo Nizzolo |
| 4. Etappe | 22. Apr. | Crikvenica – Učka             | Hochgebirgsetappe | 156        | Riccardo Zoidl     | Matija Kvasina  |
| 5. Etappe | 23. Apr. | Poreč – Umag                  | Teamzeitfahren    | 40,3       | Tinkoff            | Matija Kvasina  |
| 6. Etappe | 24. Apr. | Sveti Martin na Muri – Zagreb | Hügelige Etappe   | 177,5      | Sondre Holst Enger | Matija Kvasina  |

## Wertungstrikots
| Etappe         | Etappensieger      | Gesamtwertung   | Punktewertung   | Bergwertung      | Nachwuchswertung | Teamwertung                  |
| -------------- | ------------------ | --------------- | --------------- | ---------------- | ---------------- | ---------------------------- |
| 1              | Giacomo Nizzolo    | Giacomo Nizzolo | Giacomo Nizzolo | Guillaume Boivin | Alexey Kurbatov  | Synergy Baku Cycling Project |
| 2              | Mark Cavendish     | Mark Cavendish  | Mark Cavendish  | Nicola Boem      | Alexey Kurbatov  | Synergy Baku Cycling Project |
| 3              | Giacomo Nizzolo    | Giacomo Nizzolo | Giacomo Nizzolo | Nicola Boem      | Alexey Kurbatov  | Gazprom-RusVelo              |
| 4              | Riccardo Zoidl     | Matija Kvasina  | Giacomo Nizzolo | Riccardo Zoidl   | Domen Novak      | Synergy Baku Cycling Project |
| 5              | Tinkoff            | Matija Kvasina  | Giacomo Nizzolo | Riccardo Zoidl   | Domen Novak      | Synergy Baku Cycling Project |
| 6              | Sondre Holst Enger | Matija Kvasina  | Giacomo Nizzolo | Riccardo Zoidl   | Domen Novak      | Synergy Baku Cycling Project |
| Wertungssieger | Wertungssieger     | Matija Kvasina  | Giacomo Nizzolo | Riccardo Zoidl   | Domen Novak      | Synergy Baku Cycling Project |